# 長谷川稀世
長谷川 稀世（はせがわ きよ、1946年5月8日 -）は、日本の女優。東京都千代田区永田町出身。本名・原田勝美。かつては長谷川彰子、原田彰子の名で活動していた。所属事務所は青年座映画放送。

## 家族
- 父：長谷川一夫（俳優）
- 異母兄：林成年（俳優）
- 異母姉：長谷川季子（元・女優）
- 娘：長谷川かずき（女優）

※稀世の母と、兄と姉の母は違う。
- 夫の原田淳一（CMプロデューサー）は、1997年11月1日、長谷川が出演する明治座の舞台げいこを訪れた際に、せり穴から約10m下の奈落に転落。同月15日に脳挫傷で亡くなっている[2]。

## 来歴
小学校2年のとき、長谷川彰子の名で映画デビュー。慶應義塾女子高等学校を経て、慶應義塾大学文学部国文科に入学するが、1966年に大学を中退して、TBS『半七捕物帳』で本格デビュー。テレビ朝日の『虞美人草』でヒロインを演じ注目される。主に長谷川一夫の「東宝歌舞伎」に出演した。父の死後、新派入り、水谷良重、波乃久里子に次ぐ女優として大役をこなす。現在も舞台やテレビドラマに出演している。

## 出演
※「 - 」は役名

### 映画
- 忠臣蔵（1958年4月1日、大映） - 大石内蔵助の娘くう
- 新源氏物語（1961年10月14日、大映） - 秋好の姫
- 呪い返し師—塩子誕生（2022年10月7日、日活） - 大滝芳江 役

### テレビドラマ
- 半七捕物帳（1966年、TBS）
- 虞美人草（1966年、MBS）
- 真田幸村（1966年、TBS）
- 三匹の侍 第6シリーズ 第6話「地獄を見た」（1968年、CX） - 志乃
- 新・日本剣客伝 第1話「後藤又兵衛」（1969年、NET）
- 鞍馬天狗（1969年、NHK）
- あいつの季節（1969年、TBS）
- 日本怪談劇場 第8話「怪談 首斬り浅右ヱ門」（1970年、12ch） - およう
- 水戸黄門 （TBS）
  - 第2部 第27話「密命おびて・萩」（1971年） - 桐江
  - 第20部
    - 第5話「鰻が祟った幽霊旅籠・浜松」（1990年） - おとせ
    - 第21話「奸計暴いた娘の忠義・人吉」（1991年） - 世津

  - 第22部 第9話「天狗に狙われた娘・新宮」（1993年） - おちか
  - 第41部 第9話「女意気地とニブイ奴・新宮」（2010年）
- 人形佐七捕物帳 第1話「江戸一番のいい男」（1971年、NET） - お仙
- 非情のライセンス 第1シリーズ 第23話「兇悪のシャンソン」（1973年、NET） - 外川恵美
- どてらい男（1974年、KTV） - 千代菊（芸者）
- 遠山の金さん 杉良太郎版 第92話「雷雨の中の女」（1977年、NET/東映）-志乃
- 新五捕物帳 （NTV）
  - 第42話「流刑の女」（1978年）
  - 第63話「遠い春の親子花」（1979年） - お三津
- 銀河テレビ小説・青春戯画集（1981年、NHK）
- 同心暁蘭之介 第23話「まぼろしの女」（1982年、CX）
- 翔んでる!平賀源内 第11話「瞼の父は盗賊か?」（1989年、TBS）
- 妻そして女シリーズ・愛・女子刑務所（1989年、MBS）
- 暴れん坊将軍III 第76話「さらば! 愛しき人よ」（1989年、ANB） - 菊恵
- 火曜スーパーワイド「お引越し2」（1990年、ANB）
- 付き馬屋おえん事件帳 第1シリーズ（1990年、TX） - おけい
- 大岡越前 第11部 第7話「将軍様とふかし藷」（1990年6月4日、TBS / C.A.L） - お藤
- 長七郎江戸日記 第3シリーズ 第13話「兄妹芝居涙の花道」（1991年、NTV） - 花本京弥
- 土曜ワイド劇場
  - 金沢発11時49分七尾線の女（1991年）
  - 二度狙われる女（1993年） - 及川夏子
  - 京都の女庭師風水探偵さくら子（2000年） - 北大路亜矢子
  - 春らん漫！花の京都・熟年探偵団!!（2007年） - 木島典子
- 花王愛の劇場 / お見合いの達人（1994年、TBS） - 大沢晴子
- 月曜ドラマシリーズ / 100億の男（1995年、KTV）
- 月曜ドラマスペシャル / 浅見光彦シリーズ6・小樽殺人事件（1996年、TBS）※辰巳琢郎版
- ふたりのシーソーゲーム（1996年、TBS） - 野村美重
- 忠臣蔵（1996年、CX）
- 遠山の金さんVS女ねずみ 第19話「仕掛け花火の怪! 焼死体が歩く」（1997年、ANB）
- ドラマ30 / バトルファミリー（2001年、CBC）
- 金曜時代劇 / お美也 第2話「我が子に再会」（2002年、NHK）
- 新・愛の嵐（2002年、THK） - 大河原静子
- 月曜ミステリー劇場 （TBS）
  - 浅見光彦シリーズ19・長崎殺人事件（2004年）※沢村一樹版
  - やとわれ女将 菊千代の事件簿2（2005年） - 中川佳代
- 緋の十字架（2005年、THK） - 大河内美也子
- 水曜ミステリー9（TX）
  - 鉄道警察官・清村公三郎2（2006年） - 坂井輝子
  - 旅行作家・茶屋次郎10（2012年） - 玉木加奈子
- 14才の母（2006年、NTV） - 猪原光江
- 遠山の金さん 第5話「遊郭に雇われた金さん!?わらべ歌の謎と復讐に燃える女」（2007年、EX） - お国
- 月曜ゴールデン （TBS）
  - 浅見光彦シリーズ26 津和野殺人事件（2008年9月29日） - 後藤宣子
  - 法廷サスペンスSP2 裁判員制度ドラマ・家族〜あなたに死刑が宣告できますか?〜（2009年5月18日） - 谷口由布子
  - 世直し公務員ザ・公証人8 遺産相続が呼ぶ美人（2009年6月29日）
  - 新・示談交渉人 裏ファイル4（2014年12月8日） - 城田初枝
- 松本清張生誕100年スペシャル・夜光の階段 第1話（2009年、EX / MMJ）
- 夜行観覧車（2013年、TBS） - 安藤美千代
- 読売テレビ開局55周年記念ドラマ「泣いたらアカンで通天閣」（2013年3月25日 - 27日、YTV） - 亀谷正子
- マザー・ゲーム〜彼女たちの階級〜（2015年4月 - 6月、TBS） - 矢野静子
- 花咲舞が黙ってない（2015年） ‐ 芹澤弥生
- 私 結婚できないんじゃなくて、しないんです 第9話（2016年6月10日、TBS） - 桜井の母
- 遺産相続弁護士 柿崎真一（2016年） - 池上貞子
- 月曜名作劇場（TBS）
  - 温泉殺人事件シリーズ3（2017年） ‐ 渡瀬都
  - 新・浅見光彦シリーズ・漂泊の楽人 越後〜沼津・哀しき殺人者（2017年10月30日） - 松井タケ
- 執事 西園寺の名推理2（2019） ‐ 辰巳良子
- いつか、眠りにつく日（2019年） ‐ 福嶋タキ
- 坂の途中の家（2019年） ‐ 安田則子
- MIU404（2020年、TBS） - 孔雀

### テレビその他
- 午後は○○おもいッきりテレビ（NTV）

### 舞台
- 源氏物語
- やとわれ仕事
- 浮標
- 越路吹雪物語
- 俺たちは志士じゃない
- 美女で野獣
- 頭痛肩こり樋口一葉
- 赤シャツ
- 美女で野獣
- ザ・ウェルキン
- 天守物語[3]
- 華岡青洲の妻[4]

### 著作
- 「長二郎変化」長谷川一夫・生誕百年記念出版。私家版、2008年。第2章に舟木一夫との対談。